# 털리스 커피

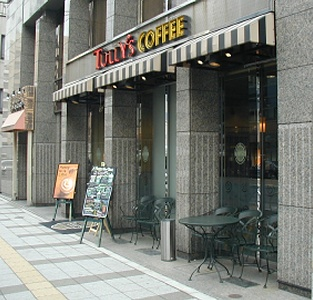
털리스 커피 매장

타리즈 커피(Tully's Coffee)는 미국의 커피 프렌차이즈 기업이다. 1992년 워싱턴주 켄트에서 첫 매장을 개업했으며, 2018년 운영이 중단되었다. 브랜드 커피를 계속 판매할 수 있다. 본사는 워싱턴주 시애틀에 위치하였다.
대한민국 전역에 수입 운영했으나, 유일한 코엑스점이 되었다.

## 매장 진출 국가
- 미국
- 싱가포르
- 필리핀
- 중화인민공화국
- 스웨덴
- 일본
- 대한민국

## 같이 보기
- 스타벅스